# Palác Bajkal

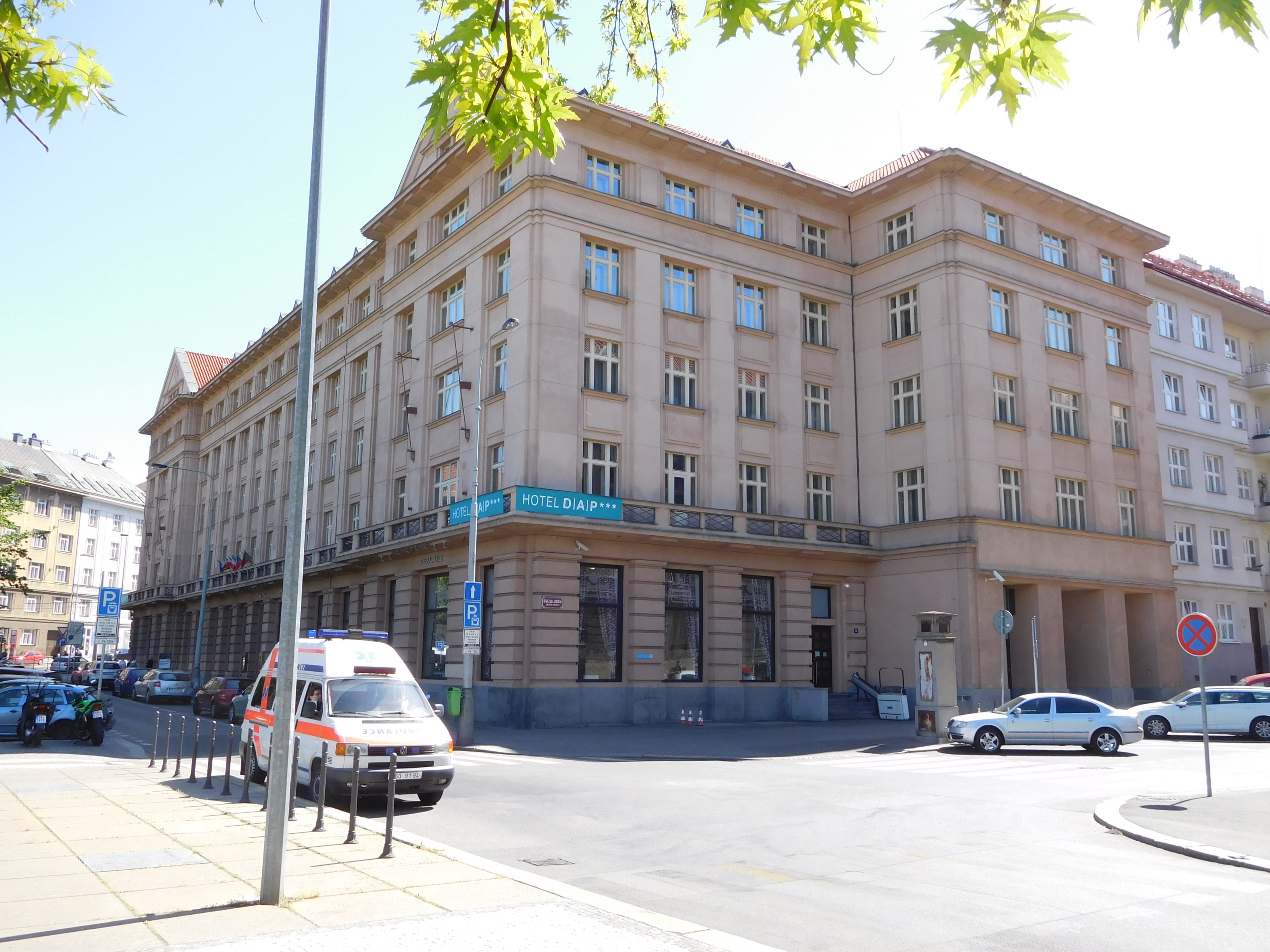
Palác Bajkal (Hotel D.A.P.) v roce 2019

Palác Bajkal (Vítězné náměstí 4/684, 160 00 Praha 6 – Dejvice) vznikl na vnějším okruhu Vítězného náměstí v Praze 6 - Dejvicích v roce 1929. V objektu paláce, postaveném ve stylu neoklasicismu, byl v přízemí zřízen biograf „Bajkal“. Ten byl následně a postupně přejmenováván na „Kyjev“ a „Evropa“. V přízemí byla kromě biografu zbudována i prostorná restaurace a různé obchody. V dalších poschodích paláce se nacházely kancelářské prostory, společenské místnosti a byty. Název Bajkal měl evokovat operační území na jižním břehu Bajkalského jezera. Zároveň měl tento název připomenout pohyby ešalonů (vojenských vlaků) tehdejšího Československého vojska na Rusi po transsibiřské magistrále. (Toto vojsko bylo vytvořeno v roce 1919 z původních Československých legií.) V listopadu 1948 byl palác přejmenován na Kyjev. Nový název měl připomenout bojové nasazení 1. československého armádního sboru ve druhé světové válce na východní frontě. V letech po druhé světové válce sloužil palác zejména potřebám resortu Ministerstva národní obrany pod názvem ÚDA – Ústřední dům armády. Po sametové revoluci od roku 1998 byl palác přejmenován na DAP – Dům armády Praha. Od září roku 2008 (po generální rekonstrukci paláce) slouží Dům armády Praha nejen potřebám Armády ČR ale jsou zde poskytovány hotelové služby (HOTEL DAP***) i širší veřejnosti.

## Architektonický dovětek
Po začlenění obce Dejvice do Velké Prahy ve dvacátých letech dvacátého století byla zahájena výstavba nové městské čtvrti. Podle přijatého urbanistického konceptu vznikaly po vnějším okruhu Vítězného náměstí postupně neoklasticistní budovy: Palác Bajkal, Generální štáb, obytné budovy s pasážemi a komerčními prostory jakož i areál technických vysokých škol - Českého vysokého učení technického (ČVUT). Dále od Vítězného náměstí byl postaven bohoslovecký arcibiskupský seminář, kostel Církve československé husitské a Výzkumný ústav zemědělský. Ojedinělá a do dnešní doby (2017) nepřekonaná kompozice Vítězného náměstí byla dílem pražského architekta Antonína Engela, který se ovšem konečné realizace svého návrhu nedočkal.

## Protektorátní (odbojový) dovětek
Od podzimu roku 1938 se v Praze – Dejvicích, v bytě podplukovníka Josefa Balabána (v ulici Na hutích 581/1) nebo v legionářské restauraci Bajkal na Vítězném náměstí (dnešní Dům armády Praha – DAP), začala scházet neformální skupina, ve které se společně setkávali bývalí příslušníci zahraničních československých legií, především ruských, z doby první světové války (plukovník Josef Churavý, podplukovník Josef Balabán, podplukovník Josef Mašín, major letectva RNDr. Josef Jedlička, major Alois Janotka) a rovněž mladší vlastenecky smýšlející Balabánovi známí (bratr Balabánovy družky Bohuslav Sleza, ředitel Centrokomise Gustav Svoboda a lékárník Otakar Schiedeck – funkcionář skautské organizace).